# 보령 금강암 석불 및 비편
보령 금강암 석불 및 비편(保寧 金剛庵 石佛 및 碑片)은 대한민국 충청남도 보령시 금강암에 있는 석불과 비편이다. 2000년 9월 20일 충청남도의 유형문화재 제158호로 지정되었다.

## 참고 자료
- 보령금강암석불및비편 - 국가유산청 국가유산포털